# Huismus
De huismus (Passer domesticus) is een kleine zangvogel die samen met ongeveer dertig andere mussensoorten, waaronder de ringmus, behoort tot het geslacht Passer.
De huismus eet voornamelijk zaden en insecten. De zang van het vogeltje beperkt zich doorgaans tot getjilp. De huismus beweegt zich vliegend of hippend voort. De mus is een standvogel: hij blijft doorgaans rond dezelfde plek wonen. Het mannetje is duidelijk te onderscheiden van het vrouwtje, doordat het mannetje zwarter en bruiner gekleurd is.

## Uiterlijke kenmerken
De huismus is 16 tot 16,5 cm lang en weegt 24 tot 39,5 gram. Het mannetje heeft een grijze kruin, grijze wangen, een zwarte keel en borst, een zwart masker met witte stip achter het oog, een witte streep over de vleugels en in het broedseizoen een zwarte snavel. Het vrouwtje heeft een minder contrastrijke tekening dan het mannetje, een lichte oogstreep, enige tekening op rug en vleugels en een effen lichtgrijze/bruine borst. In de ruitijd is hun verenkleed soms nauwelijks meer te herkennen als van een huismus.
Soorten die uiterlijk op de huismus lijken en daarmee verward kunnen worden, zijn de heggenmus, de ringmus, het vrouwtje van de vink en de Spaanse mus. Deze laatste komt zelden voor in Nederland en België.

## Voortplanting en ontwikkeling
Mannetjes zoeken vanaf januari geschikte nestgelegenheid en richten dat met droog gras enigszins in. Dat is meestal een aantal nestplekken vlak bij elkaar. Een mannetje dat zijn nestbouw begonnen is, is herkenbaar aan de zwart verkleurde snavel, die vanaf januari is te zien. Zijn de potentiële nesten aantrekkelijk genoeg, dan wordt er een vrouwtje bij gezocht door de lokroep te uiten zoals die op deze pagina te horen is, maar ook door in het nest te zitten en daarvandaan geluiden te laten horen als van jonge mussen. Al vanaf januari tonen vrouwtjes hun interesse in bepaalde nesten met bijbehorend mannetje. De uiteindelijke keus voor een bepaald nest kan op zich laten wachten, onder andere doordat een baltsend mannetje een makkelijke prooi is en om die reden zomaar verdwenen kan zijn. Het vrouwtje kiest de uiteindelijke plek uit de aangeboden plaatsen.
Vanaf dat moment bouwt het mussenpaar gezamenlijk het nest verder af. Daarin legt het vrouwtje een tot negen eieren, maar vaak vier. Na ongeveer 12 dagen broeden komen de eieren uit.
Als de kuikens uit het ei komen, zijn ze nog naakt en blind (zie foto) en wegen niet meer dan 3 gram. Zodra het even donker en dan weer licht wordt, zoals gebeurt wanneer de oudervogel in de invliegopening van het nest komt zitten, sperren ze de nog relatief grote bek wijd open in de hoop voedsel te krijgen. Gedurende deze eerste week worden de kuikens door beide ouders met klein dierlijk voedsel gevoerd. Afhankelijk van de beschikbaarheid van insecten wordt er eerder of later over gegaan op plantaardig voedsel. Hoe langer insecten aan de nestjongen gevoerd worden, hoe meer kans dat de jongen gezond en in leven blijven. Na ongeveer twee weken vliegen de jongen uit. Ze blijven hierna nog enige tijd afhankelijk van de zorg van de ouders en worden nog regelmatig gevoerd. De jongen zijn in staat voor hun eigen voedsel te zorgen zodra de snavels hard genoeg zijn om zaden mee te pellen.
In Nederland zijn de eerste uitgevlogen jonge huismussen, een aantal jaar op rij, begin april waargenomen.

## Voeding en vijanden
Volwassen huismussen zijn graan- en onkruidzadeneters en passen zich gemakkelijk aan aan wat beschikbaar is. Granen als haver, tarwe en gerst hebben de voorkeur. Voor de vertering van de zaden wordt grit gebruikt. Ook eten huismussen groenten, in de vorm van bladeren van diverse planten en gele krokus, en fruit zoals appels en abrikozen. Jonge huismussen worden door de ouders vooral gevoerd met insecten zoals vliegen en muggen. Huismussen bijvoeren kan in principe het hele jaar door, bijvoorbeeld met duiven- of kippenvoer, zoals het goedkope gemengd graan met gebroken mais. Oud brood is niet zo geschikt vanwege het extra zout dat daaraan wordt toegevoegd.
Beter is het om in tuinen en parken overhoekjes van kruiden en grassen te zetten. Huismussen kunnen dan op een meer natuurlijke wijze aan hun voedsel komen.
Roofvogels zoals de sperwer, ransuil en kerkuil, kraaiachtigen zoals de ekster en gaai, spechten en zoogdieren zoals de kat zijn (min of meer) natuurlijke vijanden van de huismus. Ook meeuwen, reigers en soms zelfs kippen laten de kans een jonge mus te eten niet makkelijk voorbijgaan.

## Verspreiding
De huismus leeft in grote delen van de wereld, in ieder geval in bijna alle gematigde en subtropische gebieden. Het dier komt vaak dicht bij of in de woongebieden van mensen voor en geldt als cultuurvolger. Voor een deel is de verspreiding op een natuurlijke wijze verlopen, voor een deel is de huismus door de mens actief verspreid.
De huismus heeft zich mogelijk in de prehistorie verspreid door de uitbreiding van de landbouw van de mens te volgen. In Noord-Amerika, Australië en in Nieuw-Zeeland is de huismus tussen 1850 en 1870 bewust op verschillende plaatsen uitgezet. In 1872 werden ze in Buenos Aires uitgezet en in 1953 in Peru. In 1890 werden huismussen in Zuid-Afrika uitgezet.
In koudere streken, zoals rond de poolcirkel, kan de mus dankzij de warme omgeving van de mensen overleven. De huismus en de ringmus hebben een deels complementaire spreiding: waar de huismus de overhand heeft, zijn er veel minder ringmussen.
Juveniele huismussen verspreiden zich jaarlijks in de loop van de zomer en de herfst over een groter gebied. Dit verschijnsel heet dispersie. Dat kan een plaatsverwisseling zijn met juvenielen uit een andere kolonie, of het kan een nieuw gebied zijn waarheen wordt getrokken. De grootste vastgestelde afstand, die een juveniele huismus ooit heeft afgelegd, is 545 km.
Uit Duits en Brits ringonderzoek blijkt echter dat 91% van de teruggemelde huismussen binnen een straal van 2 kilometer van de geboortegrond aangetroffen wordt en 6% op een afstand van 2 tot 7 kilometer. Kanttekening daarbij is dat van kleine zangvogels als de huismus slechts ongeveer 5% van de geringde vogels teruggemeld wordt. Hoe ver de overige 95% uitgezwermd is is vooralsnog onbekend. Het bovenstaande maakt duidelijk dat een enkele huismussenkolonie bij gunstige omstandigheden de wijde omgeving opnieuw met huismussen kan bevolken.

## Afnemende aantallen
Onder meer in Nederland is de huismussenpopulatie sinds de jaren 1970 afgenomen. In de jaren 1970 werd het aantal broedparen geschat op 1 à 2 miljoen. Tussen 1990 en 2000 is het aantal ongeveer gehalveerd. Ook in Vlaanderen en het Verenigd Koninkrijk is sprake van de achteruitgang. Echter, sinds 2000 lijkt het of het aantal broedparen van de huismus in Nederland zich stabiliseert. Verder blijkt dat in een nieuwe stad als Almere de situatie voor huismussen veel gunstiger is dan in een oude stad als Amsterdam, waar afnames van 90% zijn gebeurd. Na de merel is de huismus nog steeds de meest algemene broedvogel in Nederland. Ook in andere Europese landen zijn florerende mussenpopulaties te vinden. Internationaal is de huismus daarom geen bedreigde soort en staat ze met de aanduiding veilig op de IUCN-lijst.
De oorzaken voor de achteruitgang van de aantallen huismussen na 1980 zijn niet goed bekend. Genoemd worden:
- Minder schuil- en nestgelegenheid door:
  - andere huizenbouw (minder geschikte dakpanconstructie),
  - andere tuininrichting (minder ligusterheggen) en
  - andere stedelijke inrichting (minder ruige landjes)
- Minder voedselaanbod door onder andere:
  - efficiëntere oogst-, opslag- en transportmethoden (minder verspilling van graan),
  - het in onbruik raken van het uitslaan van tafelkleden,
  - het gebruik van insecticiden en stoffen als MTBE in de loodvrije benzine (minder insecten),[11]
  - minder groengebieden in steden (minder insecten).
- Meer predatie, vooral door de huiskat.

## Bescherming en onderzoek
Er kan onderscheid gemaakt worden tussen bescherming van de leefomgeving en bescherming van de vogel zelf.
In Nederland zijn beide beschermd. De leefomgeving is beschermd via de Flora- en faunawet. Belangrijke habitat-elementen als nesten, schuilplaatsen en gezamenlijke slaapplaatsen (roesten) zijn daarmee het jaar rond beschermd. Dat houdt in dat ze niet zonder vooraf getroffen vervangende maatregelen mogen worden verwijderd, onbruikbaar gemaakt of afgesloten. Ook de vogel zelf, alsmede eieren en jongen, is in Nederland beschermd. Sinds 2004 staat de huismus als 'gevoelig' op de Nederlandse rode lijst om aan te geven dat deze afname in aantal 'zorgelijk' is. In Vlaanderen is de huismus als 'achteruitgaand' op de rode lijst gezet.
In Nederland en Vlaanderen zijn, net als elders in Europa, verenigingen en stichtingen actief bij onderzoek en bescherming van de huismus. Vaak aanbevolen maatregelen zijn het aanbrengen van mussenpannen, gierzwaluwneststenen, huiszwaluwnestkommen, vogelvides, nestkasten en mussenpotten, de zorg voor voedsel het jaar rond, aanplant van wintergroene planten, heggen en hagen om als schuil- en slaapplaats te dienen en de aanleg van meer en anders beheerd openbaar groen in de steden.
Het in kaart brengen van habitatelementen van de huismus, zoals nest-, schuil- en slaapplaatsen, wordt sinds 2012 gedaan via het project 'Zet de Huismus op de Kaart'. Het inzichtelijk maken van de aantalsontwikkeling van rond de 35 soorten stadsvogels, waaronder de huismus, maakt in Nederland onderdeel uit van een landelijk project, het zogenaamde Meetnet Urbane Soorten (MUS)-project. Huismussen worden daarbij van kleurringen voorzien.
In 2011 is in Nederland de eerste Soortenstandaard van de Huismus uitgebracht in opdracht van de Dienst Landelijk Gebied. De soortenstandaard biedt praktische handvatten aan bedrijven die tijdens werkzaamheden met de beschermde vogel worden geconfronteerd. Doel ervan is te voorkomen dat bedrijven bij werkzaamheden de Flora- en faunawet overtreden. De Soortenstandaard van de huismus wordt met enige regelmaat herzien. In 2015 is de tweede versie verschenen.

## Ondersoorten
De huismus heeft een aantal ondersoorten, die in twee groepen kunnen worden verdeeld: de domesticus-groep en de indicus-groep. De domesticus-groep komt voor in Europa, Noord-Afrika en Arabië, de indicus-groep komt voor in Azië. Twee ondersoorten van de indicus-groep zijn trekvogels die de winters doorbrengen in dalen en 's zomers hoog in de bergen broeden.
De soort telt twaalf ondersoorten:
- P. d. domesticus: van westelijk en noordelijk Europa via noordelijk Azië tot noordoostelijk Siberië en noordelijk Japan.
- P. d. balearoibericus: van zuidelijk Europa (behalve Italië) tot centraal Turkije.
- P. d. biblicus: van Cyprus, noordelijk Israël en noordwestelijk Jordanië tot westelijk Syrië en zuidoostelijk Turkije tot noordwestelijk Iran.
- P. d. hyrcanus: zuidoostelijk Azerbeidzjan en noordelijk Iran.
- P. d. persicus: van centraal Iran tot westelijk en zuidelijk Afghanistan.
- P. d. indicus: van zuidelijk Israël en zuidelijk Palestina via Arabië en India en centraal Zuidoost-Azië.
- P. d. bactrianus: van westelijk Turkmenistan en noordoostelijk Iran tot westelijk China en noordwestelijk Pakistan.
- P. d. parkini: de noordwestelijke en centrale Himalaya.
- P. d. hufufae: noordoostelijk Arabië.
- P. d. tingitanus: noordwestelijk Afrika.
- P. d. niloticus: Egypte.
- P. d. rufidorsalis: Soedan en Eritrea.

De Italiaanse mus (Passer italiae) wordt door sommige auteurs ook als ondersoort van de huismus gezien: Passer domesticus italiae.

## Symboliek
- In de iconografie is de mus het symbool van de wulpsheid. Als de mus in de handen van een jonge vrouw wordt afgebeeld, gaat het om Lesbia, de geliefde van de Romeinse dichter Catullus.[16]
- De figuurlijke betekenis van huismus is iemand die vaak thuis zit en zelden buiten komt.
- De artiestennaam van Édith Piaf, ook wel 'La môme piaf' genaamd, betekent mus.
- In het Strienestadse (Steenbergse) carnaval speelt de mus een zeer belangrijke rol.

## Afbeeldingen

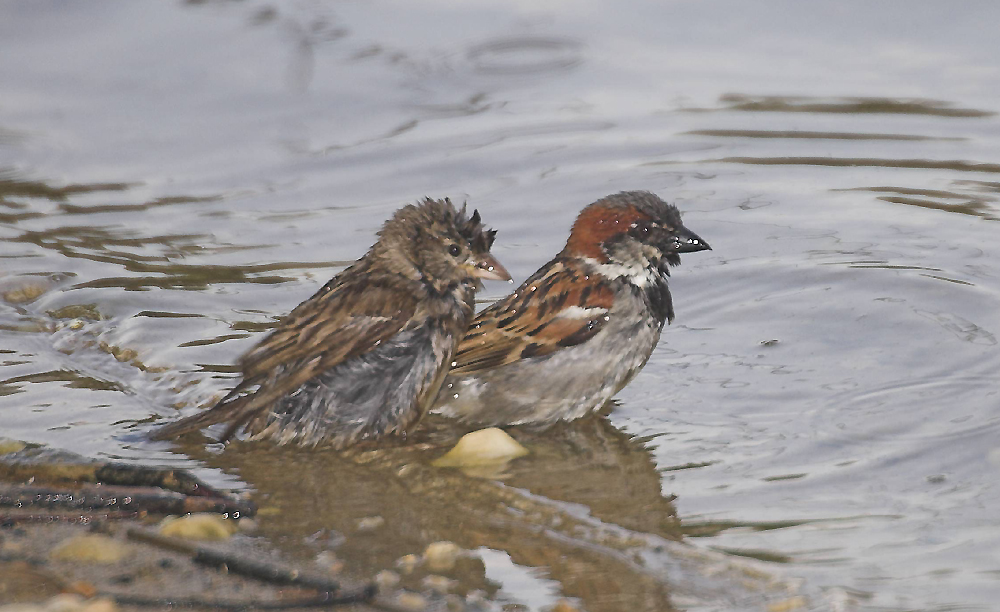
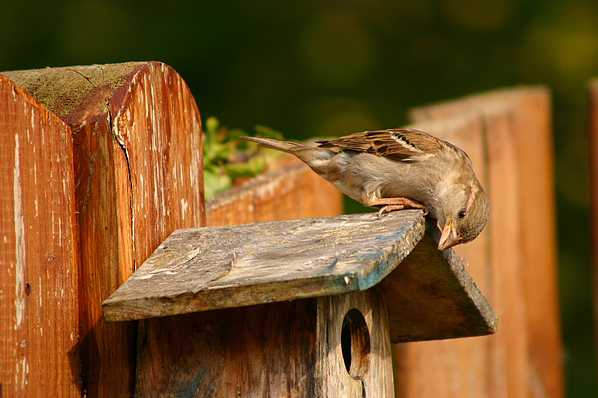
Een huismus op een vogelhuisje
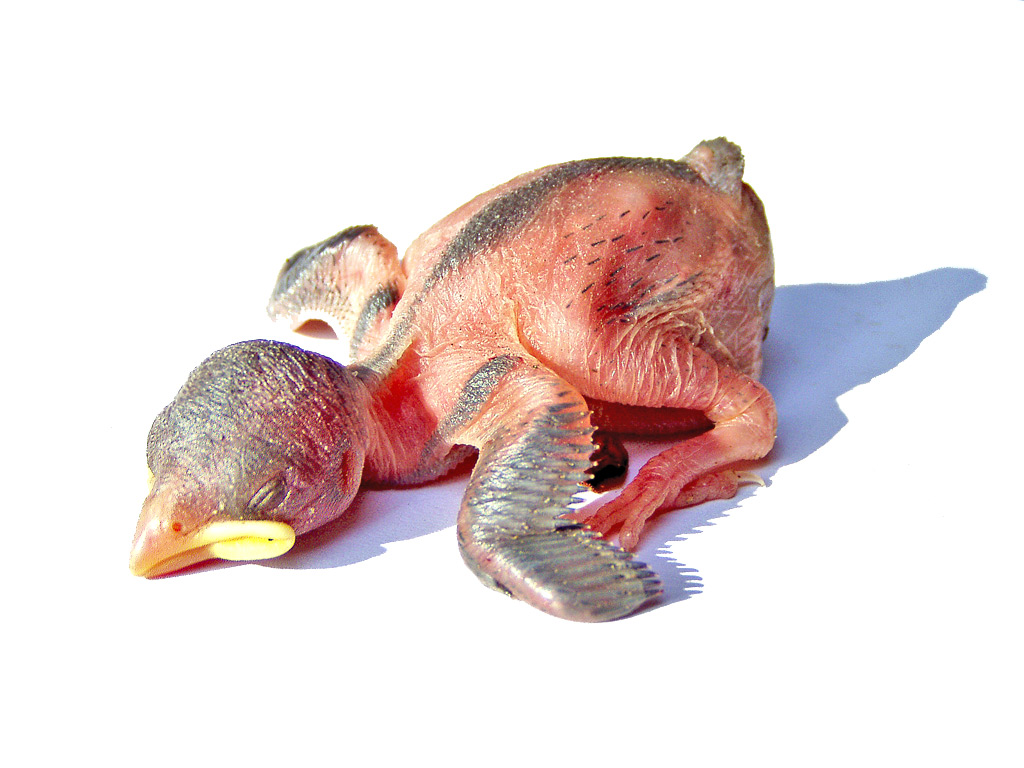
Kuiken, enkele dagen oud
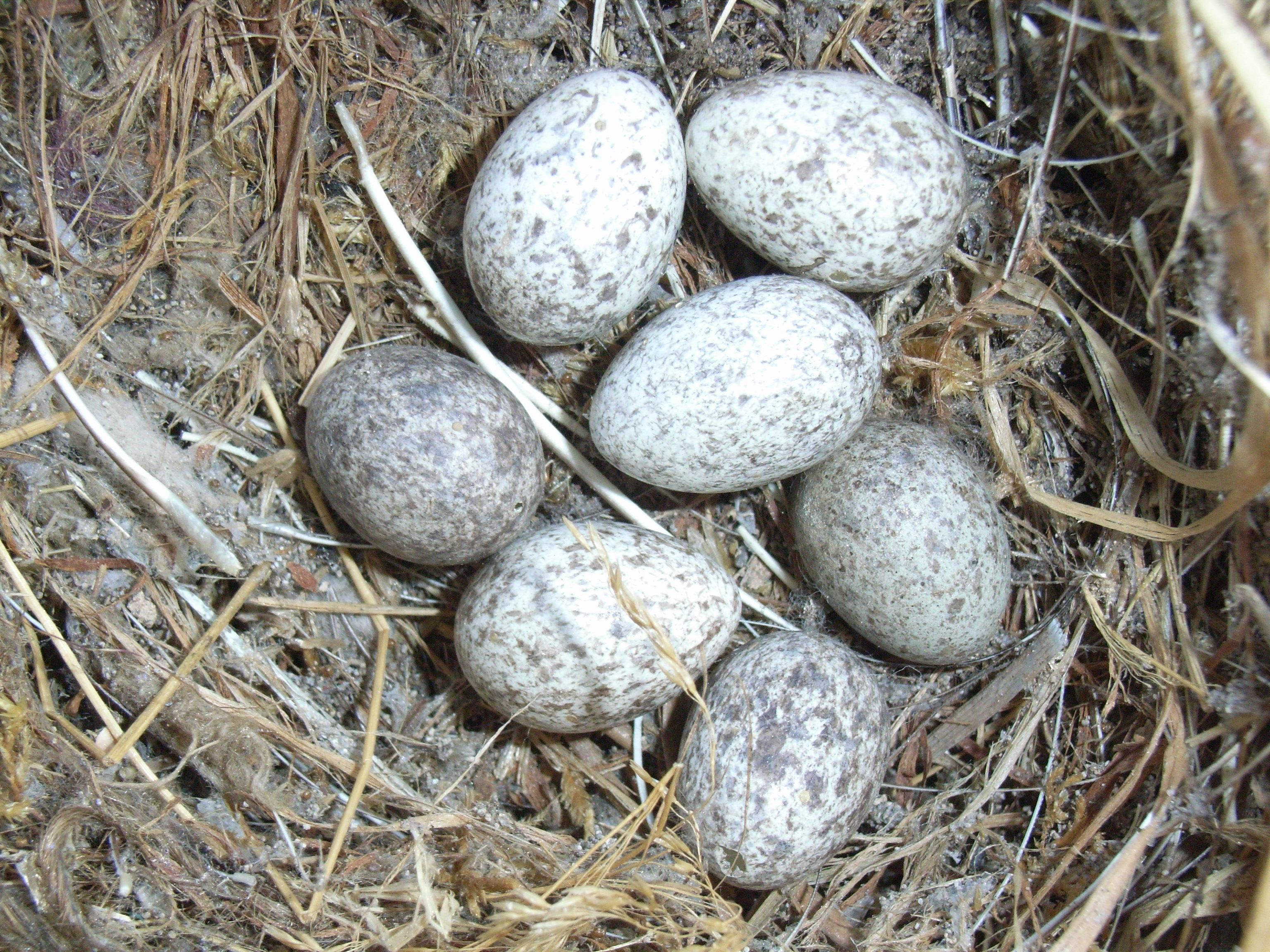
Eitjes

## Video
- Zang van een huismus
- Een albino-huismus